# South Paris
South Paris – jednostka osadnicza w Stanach Zjednoczonych, w stanie Maine, w hrabstwie Oxford.